# Marie-Josèphe d'Autriche
Pour les articles homonymes, voir Marie-Anne-Josèphe d'Autriche, Marie-Josèphe d'Autriche (1687-1703) et Marie-Josèphe d'Autriche (1751-1767).
Titres
Reine de Pologne
Grande-duchesse de Lituanie
26 janvier 1736 – 17 novembre 1757
(21 ans, 9 mois et 22 jours)
Électrice consort de Saxe
1er février 1733 – 17 novembre 1757
(24 ans, 9 mois et 16 jours)
Princesse héritière d'Autriche, de Hongrie, de Bohême, de Bourgogne, de Milan, de Brabant, de Limbourg et de Luxembourg
17 avril 1711 – 13 avril 1716
(4 ans, 11 mois et 27 jours)
Princesse héritière d'Autriche, de Hongrie, de Bohême, de Bourgogne, de Milan, de Brabant, de Limbourg et de Luxembourg
4 novembre 1716 – 13 mai 1717
(6 mois et 9 jours)
Marie-Josèphe de Habsbourg, archiduchesse d'Autriche, née le 8 décembre 1699 à Vienne et morte le 17 novembre 1757 à Dresde, fille aînée de l'empereur Joseph Ier et de Wilhelmine-Amélie de Brunswick-Lunebourg, est l'épouse du prince héritier de Saxe (1719), puis (1733) électeur de Saxe et roi de Pologne Auguste III.

## Biographie

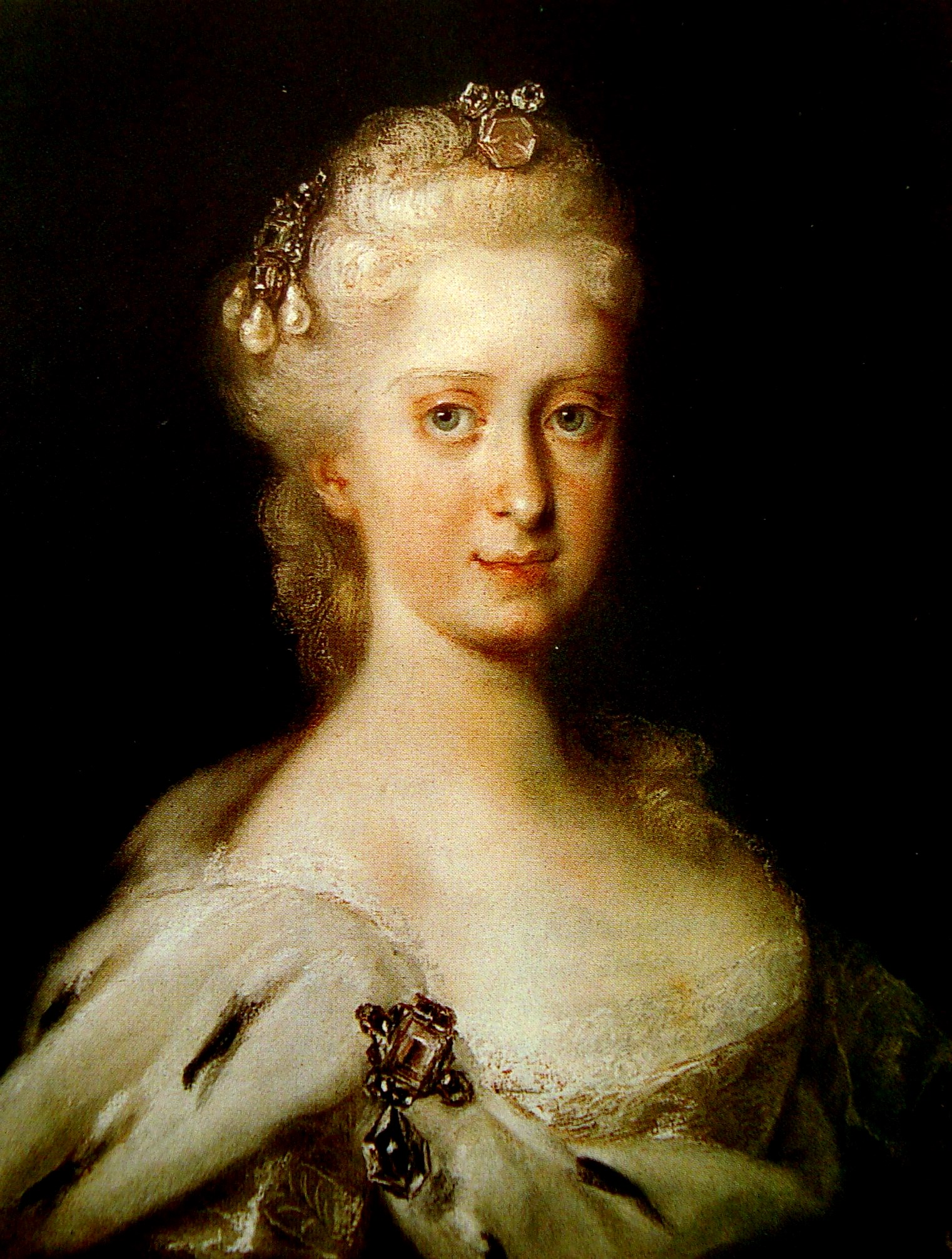
Portrait de Marie-Josèphe d'Autriche en 1720, par Rosalba Carriera.

### Victime de la Pragmatique Sanction de 1713
Fille aînée de l'empereur Joseph Ier, sœur de Marie-Amélie d'Autriche (1701-1756), épouse de l'électeur de Bavière, écartée comme elle de la succession autrichienne par la Pragmatique Sanction publiée en 1713 par leur oncle l'empereur Charles VI qui voulait garantir à ses propres filles la succession à la tête des États patrimoniaux de la maison des Habsbourg d'Autriche (la fonction impériale en revanche n'est pas héritée, mais élective et réservée à un mâle).

### Princesse saxonne (1719-1733)
Le 20 août 1719, elle épouse Frédéric-Auguste de Saxe, fils aîné du prince-électeur de Saxe et roi de Pologne Auguste II, qui reconnaît la « Pragmatique Sanction ».
En 1730, la peintre vénitienne Rosalba Carriera réalise son portrait au pastel. Il est conservé à la Gemäldegalerie Alte Meister de Dresde.

### Électrice de Saxe et reine de Pologne (1733)
En 1733, Frédéric-Auguste devient électeur de Saxe par hérédité, mais la royauté polonaise est l'objet d'une élection par une diète. Stanislas Leszczynski, soutenu par la France (c'est le beau-père de Louis XV), est d'abord élu, mais Frédéric-Auguste, soutenu par l'Autriche et la Russie, est aussi élu roi de Pologne, par une autre diète. Il s'ensuit un conflit militaire, la guerre de Succession de Pologne : Stanislas Leszczynski est vaincu (siège de Dantzig, 1734), se réfugie en Prusse et renonce formellement au trône de Pologne en 1736 (revenant ensuite en France, avant de devenir duc de Lorraine en 1737).

### Laguerre de Succession d'Autriche(1740-1748)
En 1740, à la mort de Charles VI, la Pragmatique Sanction attribue les États des Habsbourg d'Autriche à Marie-Thérèse, sa fille aînée. Auguste III, malgré la reconnaissance de la Pragmatique Sanction par son père, se prévaut de son statut d'époux d'une archiduchesse autrichienne pour revendiquer le margraviat de Moravie et s'engage ensuite dans la guerre de Succession d'Autriche (1740-1748) aux côtés de la France et de la Prusse contre l'Autriche et le Royaume-Uni.

### Victime de laguerre de Sept Ans
Dans les années 1750, a lieu un retournement : la Saxe noue avec la France une alliance avec l'Autriche contre la Prusse et le Royaume-Uni. Le 29 août 1756, l'électorat de Saxe est envahi par les troupes de Frédéric II, premier acte de la guerre de Sept Ans en Europe. L'armée saxonne est rapidement vaincue (Pirna, 14 octobre), et le pays est occupé. Tandis que l'électeur et son ministre Heinrich von Brühl se retirent en Pologne, qui est restée neutre, Marie-Josèphe reste à Dresde et essaie de résister aux empiétements de la puissance occupante. 
Elle meurt l'année suivante, victime des mauvais traitements reçus des Prussiens.

## Mariage et descendance
De son union avec Auguste III sont nés :
- Frédéric (1720-1721) ;
- Joseph (1721-1728) ;
- Frédéric-Christian (1722-1763), épousa en 1747 Marie-Antoinette de Bavière (1724-1780) ;
- Marie-Amélie (1724-1760), en 1738 elle épousa Charles III d'Espagne (1716-1788) (postérité) ;
- Marie-Marguerite (1727-1734) ;
- Marie-Anne (1728-1797), épousa en 1747 l'électeur Maximilien III Joseph de Bavière (1727-1777) ;
- François-Xavier (1730-1806), épousa en 1765 (mariage morganatique) la comtesse Claire von der Lausitz (1741-1792) (postérité) ;
- Marie-Josèphe (1731-1767), épousa en 1747 Louis de France, dauphin du Viennois (1729-1765) (postérité, dont les rois de France Louis XVI, Louis XVIII et Charles X) ;
- Charles-Christian (1733-1796), duc de Courlande, épousa en 1760 (mariage morganatique) Franciszka Krasińska (1742-1796);
- Marie-Christine (1735-1782), abbesse à l'abbaye de Remiremont en 1773 ;
- Marie-Élisabeth (1736-1818) ;
- Albert (1738-1822), duc de Teschen, épousa en 1766 Marie-Christine d'Autriche (1742-1798) (postérité non survivante) ;
- Clément-Wenceslas (1739-1812), archevêque et électeur de Trèves ;
- Cunégonde (1740-1826), abbesse à l'abbaye de Thorn et Essen.

## Héraldique
| Figure | Blasonnement |
|        | Écartelé au 1) et 4) fascé de gueules et d'argent de 8 pièces au 2) et 3) de gueules au lion d'argent armé lampassé et couronné d'or, la queue fourchée passée en sautoir; sur le tout partie au 1) de gueules à la fasce d'argent au 2) bandé d'or et d'azur, à la bordure de gueules. |